# Leśniczówka (powiat lubelski)
Leśniczówka – wieś w Polsce położona w województwie lubelskim, w powiecie lubelskim, w gminie Bychawa.
W latach 1975–1998 miejscowość należała administracyjnie do województwa lubelskiego.
10 kwietnia 1984 z Leśniczówki  wydzielono nowe sołectwo Łęczyca.
Wieś stanowi sołectwo gminy Bychawa. Według Narodowego Spisu Powszechnego z roku 2011 wieś liczyła 201 mieszkańców.